# Riitta-Liisa Roponen
Riitta-Liisa Roponen nata Lassila (Haukipudas, 6 maggio 1978) è una fondista finlandese, vincitrice di varie medaglie olimpiche e iridate.

## Biografia
In Coppa del Mondo ha esordito il 28 novembre 1998 a Muonio (70ª), ha ottenuto il primo podio il 13 gennaio 2002 a Nové Město na Moravě (3ª) e la prima vittoria il 20 marzo 2005 a Falun.
In carriera ha preso parte a cinque edizioni dei Giochi olimpici invernali, Salt Lake City 2002 (19ª nella 15 km, 36ª nella sprint, 7ª nella staffetta), Torino 2006 (35ª nella 10 km, 23ª nella 30 km, 13ª nell'inseguimento, 7ª nella staffetta), Vancouver 2010 (6ª nella 10 km, 15ª nell'inseguimento, 8ª nella sprint a squadre, 3ª nella staffetta), Soči 2014 (26ª nella 30 km) e Pyeongchang 2018 (20ª nella 10 km, 4ª nella staffetta), e a nove dei Campionati mondiali, vincendo sette medaglie.

## Palmarès

### Olimpiadi
- 1 medaglia:
  - 1 bronzo (staffetta a Vancouver 2010)

### Mondiali
- 7 medaglie:
  - 3 ori (sprint a squadre, staffetta a Sapporo 2007; staffetta a Liberec 2009)
  - 1 argento (sprint a squadre a Oberstdorf 2005)
  - 3 bronzi (staffetta a Oslo 2011; staffetta a Falun 2015; staffetta a Oberstdorf 2021)

### Coppa del Mondo
- Miglior piazzamento in classifica generale: 6ª nel 2007
- 28 podi (6 individuali, 22 a squadre[1]):
  - 4 vittorie (1 individuale, 3 a squadre)
  - 11 secondi posti (2 individuali, 9 a squadre)
  - 13 terzi posti (3 individuali, 10 a squadre)

#### Coppa del Mondo - vittorie
| Data            | Località      | Nazione | Spec.                                                            |
| --------------- | ------------- | ------- | ---------------------------------------------------------------- |
| 20 marzo 2005   | Falun         | Svezia  | 4x5 km (con Aino-Kaisa Saarinen, Kirsi Välimaa e Virpi Kuitunen) |
| 14 gennaio 2006 | Val di Fiemme | Italia  | 4x5 km (con Aino-Kaisa Saarinen, Virpi Kuitunen e Kaisa Varis)   |
| 20 gennaio 2007 | Rybinsk       | Russia  | 15 km TL MS                                                      |
| 7 dicembre 2008 | La Clusaz     | Francia | 4x5 km (con Pirjo Muranen, Virpi Kuitunen e Aino-Kaisa Saarinen) |

Legenda:

TL = tecnica libera

MS = partenza in linea

#### Coppa del Mondo - competizioni intermedie
- 2 podi di tappa:
  - 1 vittoria
  - 1 secondo posto

##### Coppa del Mondo - vittorie di tappa
| Data          | Località | Nazione | Competizione | Disciplina |
| ------------- | -------- | ------- | ------------ | ---------- |
| 21 marzo 2009 | Falun    | Svezia  | Finali       | 10 km PU   |

Legenda:

PU = inseguimento